# Karl Rikli
Karl Rikli, auch Karl Rickli (* 10. August 1791 in Wangen an der Aare; † 18. Februar 1843 in Münchenbuchsee) war ein Schweizer evangelischer Geistlicher.

## Leben
Karl Rikli war der Sohn von Samuel Rikli (* 12. April 1753 in Wangen an der Aare; † 5. Juni 1813 ebenda), Salinen-Pächter und Salzfaktor (als Salzfaktor bezeichnete man jemanden, der die Konzession zum Handel mit Salz hatte) und dessen Ehefrau Salome Susanna, Tochter von Hans Senn (1717–1792). Sein Bruder war Abraham Friedrich Rikli (1795–1866), der eine Rotfärberei betrieb und von 1833 bis 1846 sowie von 1850 bis 1858 Grossrat war.
Seine Neffen waren der Naturheiler Arnold Rikli und der Unternehmer Samuel Friedrich Rikli.
Sein Vater hatte bereits früh beschlossen, dass Karl Rikli ein Jurastudium absolvieren sollte, so besuchte er die Schule in Aarau und kam darauf zur weiteren Ausbildung zum Pfarrer Hans Rahn in Entfelden; anschliessend kehrte er nach Aarau zurück und vollendete seine Vorstudien an der Kantonsschule (heute: Alte Kantonsschule Aarau).
1809 fügte er sich dem Willen seines Vaters und begann mit einem Studium der Rechtswissenschaften an der Universität Heidelberg, musste jedoch aufgrund des Todes seines Vaters noch vor dem Examen nach Wangen zurückkehren. Nach dem Tod seines Vaters besprach er sich mit seiner Mutter, die einem Theologiestudium zustimmte, worauf er 1813 an der Berner Akademie mit einem Studium begann.
1817 erfolgte seine Ordination und im gleichen Jahr wurde er Vikar in Wengi. Er wurde 1819 zum Pfarrer am Berner Inselspital berufen, war dann von 1826 bis 1827 Pfarrer in Aetingen und von 1827 bis 1830 Pfarrer in der neu errichteten reformierten Gemeinde Luzern; damit war er der einzige protestantische Pfarrer im katholischen Kanton Luzern. Die Gemeinde hielt ihren Gottesdienst in einer kleinen extra errichteten Kapelle, bis 1861 mit der Matthäuskirche ein eigenes Kirchengebäude erbaut wurde. Die Regierung des Kantons und die katholischen Geistlichkeit kamen ihm mit Vertrauen und Hilfe entgegen.
Ab 1830 war er erst dritter und später zweiter Helfer und seit 1831 Diakon am Berner Münster, zugleich Schulkommissar der städtischen Primarschulen sowie Religionslehrer an der bernischen Literarschule (heute: Campus Muristalden).
1835 erfolgte seine Berufung zum Direktor des 1833 gegründeten staatlichen Lehrerseminars in Münchenbuchsee, das sich in der ehemaligen Johanniterkommende im Schloss Münchenbuchsee befand; er folgte dem ersten Direktor Daniel Friedrich Langhans (1796–1875) und übte sein Amt bis zu seinem Tod aus. Er war massgeblich am Aufbau des bernischen Lehrerseminars, an der Organisation der Lehrer und der Vorbereitung einer bernischen Schulsynode beteiligt. Nach seinem Tod liess die Regierung eine Büste zu seinem Andenken im Seminar aufstellen, und seine Witwe erhielt eine Gratifikation in Höhe von 3.000 Schweizer Franken. Sein Nachfolger wurde Johann Friedrich Boll (1801–1869).
Karl Rikli war in erster Ehe mit Maria Sophia (* 18. Juni 1797 in Zürich; † 29. Mai 1820 in Wangen an der Aare), Tochter des Pfarrers Hans Rahn aus Entfelden, verheiratet, gemeinsam hatten sie einen Sohn und eine Tochter; in zweiter Ehe war er mit Marie (geb. Tschiffeli) verheiratet.
Seine Tochter Henriette Sophia Rickli war mit Ludwig Müller (* 3. Juli 1793 in Zofingen; † 1. April 1868 ebenda), Pfarrer in Limpach, verheiratet.
Karl Rikli verstarb an Typhus; zu seiner Beerdigung hielt der Berner Erziehungsrat Johann Ludwig Samuel Lutz eine Rede und hob dessen Verdienste hervor.

### Schriftstellerisches Wirken
Karl Rikli war der Gründer und von 1839 bis 1842 Redaktor des Bernerisches Schulblatt.
Er war auch Autor eines weitverbreiteten Namenbüchleins und zweier Kinderbibeln.

### Trivia
Der Schriftsteller Jeremias Gotthelf widmete Karl Rikli die Erstausgabe seiner Schrift Leiden und Freuden eines Schulmeisters.

## Schriften (Auswahl)
- Johannes erster Brief, erklärt und angewendet in Predigten. Mit historischem Vorbericht und exegetischem Anhange. Luzern 1828.
- Geschichte und Lehren der heiligen Schrift. Bern 1836.
- Biblische Geschichte für die untern Schulklassen. Bern 1837.
- Namenbüchlein zum ersten Unterricht im Lesen und Schreiben. Bern 1838.
- Bericht über das Verfahren bei Abfassung des Namenbüchleins. Bern 1838.